# 常磐津英寿

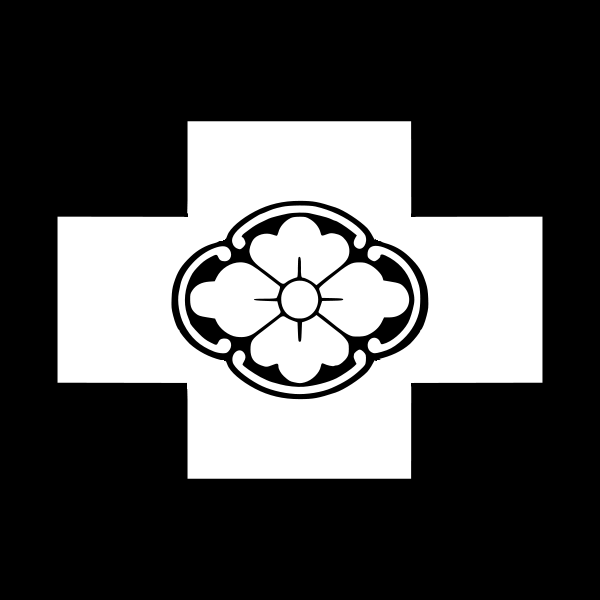
常磐津流紋

常磐津 英寿（ときわづ えいじゅ、1927年〈昭和2年〉1月15日 - 2022年〈令和4年〉12月15日）は、常磐津節三味線方の奏者・名跡。東京府東京市京橋区木挽町生まれ。前名は四代目常磐津文字兵衛。本名は鈴木 英二。
父は三代目常磐津文字兵衛（後の常磐津文字翁）、大叔母は初代常磐津兼豊、叔父は四代目常磐津八百八、長男は四代目常磐津文字兵衛、次男は七代目常磐津兼太夫、長女は二代目常磐津兼豊。

## 年譜
- 1932年 - 叔父の四代目常磐津八百八に師事に習う。
- 1936年 - 父の三代目常磐津文字兵衛、母の初代常磐津兼豊に習う。
- 1941年 - 常磐津英八郎の名で初舞台。
- 1960年 - 四代目常磐津文字兵衛を襲名。
- 1960年 - 日本ビクター専属の作曲家・演奏家となる。
- 1996年 - 常磐津英寿を名乗る。
- 常磐津節保存会名誉顧問、常磐津協会顧問、ビクター専属。
- 2022年12月15日 - 急性心不全のため東京都中央区の自宅で死去[3][4]。95歳没。

## 主な作曲
- 『牡丹がさね』
- 『吾輩は猫である』

ほか

## 受賞等
受賞
- 1978・1979・1981・1983年 - 芸術祭賞優秀賞
- 1984年 - モービル音楽賞
- 1993年 - 日本芸術院賞恩賜賞

顕彰・表彰
- 1983年 - 芸団協 芸能功労者 表彰
- 1994年 - 日本芸術院会員[3]
- 2014年 - 文化功労者[3]

栄典
- 1989年 - 紫綬褒章
- 1997年 - 勲三等瑞宝章

その他
- 1992年 - 重要無形文化財「常磐津節三味線」の保持者として各個認定（いわゆる人間国宝）[3]
- 1999年 - 中央区名誉区民[5]